# Фелицата Римская
Фелица́та (Филицата) (пострадала ок. 164 года) — мученица Римская. Память совершается в Православной церкви 25 января (7 февраля), в Католической церкви — 23 ноября.
Мать семерых сыновей: Ианнуария, Феликса, Филиппа, Сильвана, Александра, Виталия и Марциала. Святая Филицата происходила родом из богатой римской семьи. Была обвинена языческими жрецами в распространении христианской веры, раздав всё своё имение, открыто вышла на проповедь христианства. Сыновья были преданы мучениям. Видя страдания своих сыновей, святая Филицата молила Бога, чтобы они устояли в подвиге и прежде неё вошли в Царство Небесное. Все сыновья святой приняли мученическую кончину на глазах матери, после чего она также приняла мученическую смерть. Святитель Григорий Двоеслов, папа Римский, посвятил святой похвальное слово в третьей беседе, произнесённой в Риме, в храме её имени. В нём он пишет:

Мы видели в женской груди мужескую доблесть: бесстрашно предстала она на смерть, поучая тем истинному Богопознанию. Таким образом, и я эту жену назвал не только мученицею, но и более, нежели мученицею…